# Shame (film 1921)
Shame è un film muto del 1921 diretto da Emmett J. Flynn.

## Trama
A Shanghai, rimasto vedovo, William Fielding è aiutato da Li Clung, il fedele segretario, che si prende cura anche di David, il bambino di Fielding, affidandolo alle cure di una giovane cinese. Della ragazza è innamorato Foo Chang, un commerciante, che, persuaso che il piccolo sia suo figlio, uccide per gelosia Fielding. Li Clung porta allora il piccolo David a San Francisco, da suo nonno, dove il ragazzo cresce, ereditando i beni di suo padre.
Ormai adulto, David si sposa. Foo Chang vuole coinvolgere nei suoi traffici illeciti anche David e gli rivela che sua madre è una cinese e che lui è un mezzo sangue. Senza chiedere conferma della cosa a Li Clung, David parte da San Francisco alla volta dell'Alaska. Viene seguito dalla moglie e dal fedele Li. In Alaska, Li Clung uccide Foo Chang e poi spiega a David che sua madre era una bianca, non una cinese. David ora può tornare a casa insieme alla moglie e a Li Clung.

## Produzione
Il film fu prodotto dalla Fox Film Corporation.

## Distribuzione
Distribuito dalla Fox Film Corporation, il film - presentato da William Fox - uscì nelle sale cinematografiche degli Stati Uniti il 31 luglio 1921.
Non si conoscono copie esistenti della pellicola che si ritiene presumibilmente perduta.